# Osdorperbrug
De Osdorperbrug (brug 178) is een vaste brug in Amsterdam Oud-West.
De verkeersbrug is gelegen in de stadsroute 100 tussen de huisnummers 355 en 356 aan Nassaukade, de zuidwestelijke kade van de Singelgracht. Ze overspant het Jacob van Lennepkanaal, dat hier in en uit die Singelgracht stroomt. Vanaf 1885 lag hier een dubbele basculebrug, het Van Lennepkanaal was een toevoerroute van de groentenmarkt aan de Marnixstraat, die aan de overzijde van de Singelgracht ligt. Toen die markt verplaatst werd naar de Centrale Markthallen en het autoverkeer op de Nassaukade toenam werd een vaste brug een betere oplossing om het Van Lennepkanaal over te komen. In 1935 schetste bruggenarchitect Piet Kramer van de Publieke Werken een ontwerp daartoe in een pakket van ook de andere bruggen over het Van Lennepkanaal die successievelijk werden aangepakt. Vanaf juni 1936 was het kanaal dan ook 50 weken achtereen gestremd voor scheepvaartverkeer. In 1937 lag de nieuwe brug er. Ze heeft het uiterlijk van de Amsterdamse Schoolstijl met baksteen, natuursteen en smeedijzeren balustrades in een rechthoekig motief.    
De brug is vernoemd naar noch het dorp Osdorp, noch de tuinstad Osdorp. Ze is vernoemd naar het bolwerk Osdorp met molen de Witte Star erop dat hier tot het midden van de 19e eeuw lag aan de overkant van de Singelgracht.
<<< · 100 · 101 · 102 · 103 ·  105 · 106 · 107 · 108 · 109 ·  110 · 111 · 112 · 113 · 114 · 115 · 116 · 117 · 118 · 119 · 120 · 121 · 122 · 123 · 124 · 125 · 126 · 127 · 128 · 129 · 130 · 131 · 132 · 135 · 136 · 137 · 138 · 139 · 140 · 141 · 142 · 143 · 144 · 145 · 146 · 147 · 148 · 149 ·  150 · 151 · 152 · 155 · 156 · 159 · 160 · 161 · 162 · 163 · 164 · 165 · 166 · 167 · 168 · 169 ·  170 · 171 · 172 · 173 · 174 · 175 · 176 · 177 · 178 · 179 · 180 · 181 · 182 · 183 · 184 · 185 · 186 · 187 · 189 · 190 · 191 · 192 · 193 · 194 · 195 · 196 · 198 · 199 · >>>
Brugnummers 104, 133, 134, 153, 154, 157, 158, 188 en 197 zijn niet (meer) in gebruik.